# 빅토르 보브싱
빅토르 보브싱 페레이라(브라질 포르투갈어: Victor Bobsin Pereira, 2000년 1월 12일 ~ )는 브라질의 축구 선수로 현재 대한민국 K리그1의 대전 하나 시티즌에서 수비형 미드필더, 중앙 미드필더로 활약 중이며 대구 FC 시절 K리그 등록명은 벨톨라였고, 현재 등록명은 밥신다.

## 참고 문헌
- “빅토르 보브싱 페레이라(벨톨라)”. 《대구 FC》. 대구시민프로축구단. 2023년 10월 10일에 원본 문서에서 보존된 문서. 2023년 10월 9일에 확인함.